# Данг Тхай Шон
Данг Тхай Шон (вьет. Đặng Thái Sơn; род. 1958) — проживающий в Канаде вьетнамский пианист, победитель Конкурса пианистов имени Шопена 1980 года. Народный артист Вьетнама (1984).

## Биография
Данг Тхай Шон родился в Ханое (Демократическая Республика Вьетнам). Его первой учительницей фортепиано была его мать Тхай Тхи Лиен, сама известная пианистка. В 16 лет юноша привлёк внимание проводившего во Вьетнаме семинар советского пианиста Исаака Каца. По рекомендации Каца Данг был направлен для продолжения учебы в Московскую консерваторию. Там его учителями были Владимир Натансон и Дмитрий Башкиров.
В 1980 году Данг был удостоен первой премии на Конкурса пианистов имени Шопена в Варшаве, став его первым победителем из Азии. Помимо главного приза, он стал также лауреатом тематических призов за лучшее исполнение мазурки, полонеза и концерта (два последних разделив с занявшей общее второе место Татьяной Шебановой). После этой победы он объездил с гастролями более сорока стран, выступая в нью-йоркском Линкольн-центре, лондонском Барбикан-центре, парижском зале «Pleyel», венском «Musikverein» и других всемирно известных залах, с Монреальским симфоническим, Дрезденским филармоническим, Российским симфоническим, Сиднейским симфоническим оркестром, Симфоническим оркестром Би-би-си, филармоническим оркестром Осло, Берлинской капеллой, «Виртуозами Москвы» и другими коллективами. Данг Тхай Шон сотрудничает с ведущими фирмами звукозаписи, такими, как Deutsche Grammophon, CBS Sony, Victor JVC, Analekta и «Мелодия».
В 1984 году получил звание Народного артиста Вьетнама.
Среди наиболее значительных музыкальных событий, в которых принял участие Данг Тхай Шон, международный Новогодний концерт 1995 года, гала-концерт 1999 года, открывавший празднества, посвященные Году Шопена, и фестиваль Айзека Стерна в 2001 году. Он регулярно приглашается в жюри ведущих музыкальных конкурсов.
В настоящее время Данг Тхай Шон проживает в Канаде и преподаёт в университете Монреаля. С 1987 года он также ведет курсы в Музыкальном колледже Кунитати (Токио).